# Shinkichi Kikuchi
Shinkichi Kikuchi (født 12. april 1967) er en japansk fodboldspiller.

## Japans fodboldlandshold
| Japans landshold | Japans landshold | Japans landshold |
| År               | Kmp              | Mål              |
| ---------------- | ---------------- | ---------------- |
| 1994             | 5                | 0                |
| 1995             | 2                | 0                |
| Total            | 7                | 0                |